# Wacław Oszajca

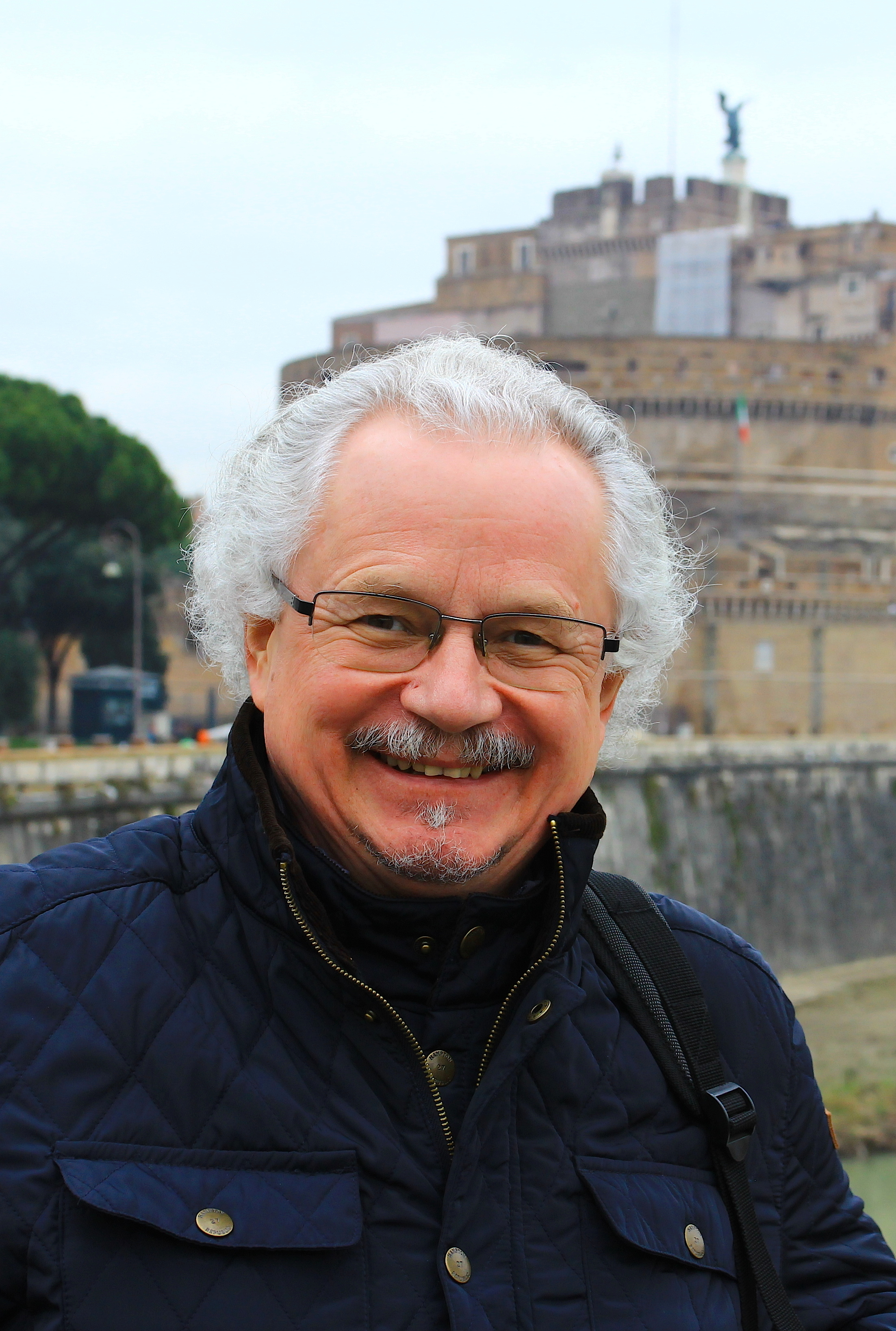
Wacław Oszajca

Wacław Oszajca, Pseudonyme Jakub Nadbystrzycki, JaNad, Tadeusz Cieśla (* 28. September 1947 in Zwiartów) ist ein polnischer Geistlicher, Jesuit, Theologe, Journalist, Publizist und Lyriker.

## Leben
1971 beendete Oszajca sein Theologiestudium an der Katholischen Universität Lublin und erhielt seine Priesterweihe. Seit 1987 gehört er den Jesuiten an. Er war Vikar und Studentenkaplan in Niedrzwica Kościelna, Lublin und Lubartów, von 1982 bis 1986 war er Vorsitzender des Komitees für die Hilfe von Internierten und Betroffenen von Repressionen, von 1987 bis 1988 Novize der Jesuiten in Kalisz und Gdynia, von 1988 bis 1992 Jesuitenpater des Christlichen Kulturzentrums in Posen, von 1992 bis 1994 Dozent an der Technischen Universität von Lublin und von 1995 bis 2006 Chefredakteur von "Przegląd Powszechny". Ab 2001 lehrt er Ethik an der Päpstlichen Theologischen Fakultät in Warschau, ab 2003 war er Lehrbeauftragter am Institut für Journalistik an der Warschauer Universität.
1974 debütierte Oszajca als Poet in der Monatsschrift "Msza Święta". Er ist Autor vieler Bücher, Lyrik und Übersetzungen, unter anderem veröffentlichte er in „Akcent“, "Charaktery", "Gazeta Wyborcza", "Gość Niedzielny", "Tygodnik Powszechny", "W drodze", "Życie Duchowe" und "Scena". Er erhielt viele Preise für Literatur und Journalistik. Er gestaltete Sendungen über religiöse Themen in Rundfunk und Fernsehen und ist Mitglied des polnischen Schriftstellerverbandes SPP, des polnischen Journalistenverbandes sowie Programmrat bei der kulturellen Oststiftung „Akcent“.
Seine Texte wurden von Norbert Weiß ins Deutsche übertragen und in der Anthologie Lubliner Lift sowie auf Portalpolen publiziert. Oszajca war Teilnehmer des deutsch-polnischen Lyrikfestivals in Leipzig 1995 und Lublin 1997.

## Auszeichnungen
- Komtur des Ordens Polonia Restituta (2011)[6]
- Goldenes Verdienstkreuz der Republik Polen (2005)
- Silbernes Verdienstkreuz der Republik Polen (2000)
- Verdienter der polnischen Kultur (2010)
- Träges des Titels „Zasłużony Działacz Kultury“ (2001)
- Odznaka Honorowa Zasłużony dla Województwa Lubelskiego (2009)
- Józef-Czechowicz-Preis, III. Stufe (1984) und I. Stufe (1991)
- Medaille „Zasłużony dla Tolerancji“ (2000)
- Nagroda im. Świętego Brata Alberta - Adama Chmielowskiego (2010)

## Werke
- Die Erde über dem Kopf, den Himmel unter den Füßen. Lyrik, Reihe "Treff-Punkt", Übersetzung Maria Zähres, 1989.
- Zamysł. ZLP, Lublin 1979.
- Z głębi cienia. Wyd. Lubelskie, 1981.
- Listy ze strajku. 1983 (unter dem Pseudonym Jakub Nadbystrzycki).
- Łagodność domu. Wyd. Lubelskie, 1984.
- Naszyjnik Umiłowanego. OTO Kalambur, Wrocław 1984.
- Ty za blisko, my za daleko. Wybór wierszy. Duszpasterstwo Akademickie, Lublin 1985.
- Mnie się nie lękaj. Lublin 1989.
- Rozmyślajmy dziś... Pallotinum, Poznań 1991.
- Śladami Nieznanego. Rozmowy o Jezusie. Oficyna Przeglądu Powszechnego, 1991.
- Powrót Uriasza i inne wiersze. Barbara, Szczecin 1992.
- Juda przyjdzie ostatni i inne wiersze z rysunkami Janusza Marciniaka. Poznań 1992.
- Z dnia na dzień. WKTiS UM, Toruniu 1994.
- Przy świecy i ogarku. Rozmowy, eseje, szkice. Stowarzyszenie Pisarzy Polskich, Poznań 1995.
- Zebrane po drodze. WAM, Kraków 1998.
- Reszta większa od całości. Wydawnictwo Iskry 2003, ISBN 83-207-1737-X.
- Msza w kolorach tęczy. Wydawnictwo Rhetos, Warszawa 2003.
- Trochę zostawić Bogu. Z Wacławem Oszajcą rozmawia Jarosław Makowski. wyd. ZNAK, Kraków 2004.
- Żeby nie spłoszyć. Wydawnictwo Rhetos, Warszawa 2004.
- Nasz przyjaciel papież Jan Paweł II. Wydawnictwo Papilon, Warszawa 2007.
- Odwrócona perspektywa. Wydawnictwo Iskry, 2009, ISBN 978-83-244-0112-3.
- Biblia dla dzieci na każdy dzień. Wydawnictwo Świętego Wojciecha, Poznań 2009.
- Niemszalne kazania. Wydawnictwo Rhetos, Warszawa 2010.
- Z Biblią przez cały rok. Opowieści dla dzieci. Wydawnictwo Święty Wojciech, Poznań 2011.

## Szenarien fürs polnische Radio
- "Przyszli za późno czyli w samą porę. Premiera 2008.
- "Czyściec Judy. Premiera 2010.
- "Ekspres Warszawa - Suwałki. Premiera 2010.